# José Rodríguez Cárdenas
José Juan Rodríguez Cárdenas (Jesús María, 12 de febrero de 1969) es un arquitecto y político peruano. Fue alcalde del distrito de Barranco desde enero del 2019 hasta diciembre del 2022.

## Biografía
Nació en el distrito de Jesús María, ubicado en la ciudad de Lima, el 12 de febrero de 1969.
Estudió la carrera de Arquitectura en la Universidad Ricardo Palma y se graduó con el título de arquitecto en 2002. Posteriormente laboró como gerente del Programa PROLIMA y en la Sociedad de Beneficencia del Municipio de Lima.

## Carrera política
Se inició en el ámbito político como fundador del Movimiento Salvemos Barranco, Decisión Ciudadana y luego postuló a la alcaldía del distrito de Barranco en las elecciones municipales del año 2010 sin tener éxito y de igual manera en las elecciones municipales del año 2014.

### Alcalde de Barranco
Finalmente, en las elecciones municipales del año 2018, fue elegido como alcalde de Barranco por el partido Siempre Unidos para el periodo municipal 2019-2022.
En su gestión se caracterizó por la defensa de los espacios públicos; anuló la concesión de la playa Las Cascadas de Barranco e inició el proceso judicial para su recuperación.Fue cuestionado por supuestamente haber llevado a su domicilio donaciones de personas vulnerables afectadas por la COVID-19, sin embargo, la Fiscalía de la Nación Archivó la investigación por no constituir un delito. 
Actualmente, es funcionario del Ministerio de Cultura liderado por Leslie Urteaga en el gobierno de Dina Boluarte desde el 24 de enero del 2023.